# Paraphrynus williamsi
Paraphrynus williamsi är en spindeldjursart som beskrevs av Moreno 1940. Paraphrynus williamsi ingår i släktet Paraphrynus och familjen Phrynidae. Inga underarter finns listade i Catalogue of Life.